# Апостольский экзархат в Венесуэле (сиро-католический)
Апостольский экзархат в Венесуэле (лат. Exarchatus Apostolicus pro fidelibus ritus Antiocheni Syrorum in Venetiola) — экзархат Сирийской католической церкви с центром в городе Маракай, Венесуэла. Апостольский экзарахат в Венесуэле распространяет свою юрисдикцию на всю территорию страны. Кафедральным собором апостольского экзархата в Венесуэле является церковь Успения Пресвятой Богородицы в городе Маракай.

## История
22 июня 2001 года Римский папа Иоанн Павел II издал буллу «Ecclesiales communitates», которой учредил апостольский экзархат для верующих Сирийской католической церкви, проживающих в Венесуэле.

## Епископы экзархата
- епископ Denys Antoine Chahda (28.06.2001 — 13.09.2001) — выбран архиепископом Алеппо;
- епископ Iwannis Louis Awad (17.05.2003 — 1.03.2011);
- епископ Hikmat Beylouni (1.03.2011 — по настоящее время).

## Источник
- Annuario Pontificio, Libreria Editrice Vaticana, Città del Vaticano, 2003, ISBN 88-209-7422-3
- Булла Ecclesiales communitates  (лат.)